# شرکت داروسازی
شرکت داروسازی(به انگلیسی: pharmaceutical company) گونه‌ ای از تشکیلات سازمانی ملی یا خصوصی جهت تولید انواع داروهای شیمیایی و گیاهی انسان و دام است. این شرکت ها ممکن است پیشرفت زیادی داشته باشند، در این صورت یک کورپوریشن چندملیتی هستند. اما اکثر آنها سود و زیان برایشان دو لبه شمشیر است. در شرکت داروسازی که جهت آغاز فرآیند تولید دارو ابتدا دستگاه های پیشرفته سازنده یک دارو را خریداری می کند که توسط مهندسین مهندسی پزشکی ساخته شده اند، سپس به تجزیه و تحلیل مواد اولیه داروها و حصل و کسب ترکیب شیمیایی رسیده و ماده بدست آمده را تحت شرایط از پیش تعیین شده خاصی همانند کیک‌پزی یا آشپزی! از چند دستگاه تخصصی عبور می دهند، هر یک از دستگاه‌ ها کار خاص خود را انجام می دهند و از آنجایی که اکثراً تولید داخل(ایران) هستند از لحاظ بررسی توسط کارشناسان کشورهای توسعه یافته عمدتاً غربی، گواهینامه های کیفیت بالا مانند ایزو(ISO)دریافت می کنند! نرخ مشهود قیمت داروها ارتباط مستقیم با یک اپیدمی بیماری شهرستانی یا حتی شهری دارد. مثلا در فصل دامپروری، بیماران تب کریمه کنگو بسیار افزایش می یابد که البته ۸۵٪ آنها روستایی هستند. در تابستان‌ها انواع حشرات کمین کرده مانند مالاریا و تسه تسه یا پشه حامل ویروس کشنده ابولا به سراغ گزیدن انسان‌ها می روند. در چنین شرایطی برای کنترل و ثبات تورم داروها باید مثلا تولیدات داروهای ضد ویروسی و آنتی باکتریال توسط شرکت‌ها شدیداً افزایش می آمد. در این صورت در ادامه کار سازمان غذا و داروی ایران به همراه چندین تیم بررسی پزشکی، داروسازی، علوم آزمایشگاهی و نیز عده‌ای از افراد مجرب دپارتمان ضدبیوتروریسم وزارت اطلاعات یا دیگر سازمان‌های اطلاعاتی ایرانی مانند سازمان اطلاعات سپاه پاسداران هر از چند گاهی معمولاً در طی هر ۲ هفته تا ۱ سال بر روند تولیدات نظارت دارند این پروسه کنترل بیشتر از هراس خرابکاری توسط سرویس های اطلاعاتی خارجی مخصوصاً سی.آی.اِی و موساد عنوان مجری توطئه‌ها است. اسرائیل کشوری بود که خواستار نابودی ده‌ها دستگاه تنفس مصنوعی ایرانیان شد و قصد داشت از طریق اراذل و اوباش پایین شهری پایتخت، کارخانه اصلی تولید این دستگاه ها در حاشیه شهر تهران را از بین ببرد. گرچه این افراد مبالغ زیادی دریافت کرده‌اند اما بالاخره در چنگ قانون و امنیت گرفتار شدند.جالب است که بدانید:این جریانات دقیقاً زمانی که ویروس کرونا به روش اجزاء محدودن بسیار گسترده در ایران و جهان شیوع پیدا کرده بود اتفاق افتاد. دستگاه تنفس مصنوعی که به ونتیلاتور هم مشهور است، در میان بیماران مبتلاء به کرونا یک عنصر شیمیایی عنصر اساسی و حیاتی بود! موساد قصد داشت بومی‌سازی ونتیلاتور که دانشمندان مهندسی پزشکی ایرانی از یک نمونه بومی تولید انبوه می‌کردند، تنها نمونه اولیه اما با کیفیت عالی  از یک دستگاه تنفس مصنوعی ایرانی! که در حاشیه کلان‌شهر تهران بود را به کل تخریب کنند!! اما با پیگیری فوری به موقعیت‌ آگاهی و سازمان های اطلاعاتی با اشراف اطلاعاتی-امنیتی وزارت اطلاعات این افراد پیش از اجرای توطئه خرابکاری خود، هم اسناد و مدارک محرمانه‌ از حضور جاسوسان دیگر موساد را در اقصی نقاط ایران فاش کردند و هم دوستان دیگر اراذل خود را که قصد خرابکاری، آدم‌ربایی ، قاچاق مواد مخدر، کودک آزاری، تجاوز جنسی و جنایت خودجوش را داشتند، معرفی کردند. به دلیل همکاری خوب و گسترده از مجازات اعدام به ۳۵ سال زندان عفو خوردند! در ادامه بحث اصلی::
چون یک شرکت داروسازی معمولاً دارای عده زیادی از داروسازان اغلب مجرّب و باتجربه که توان کار با بروز شده ترین دستگاه های پزشکی فارماکوکنتیک(نمونه تاثیر یک ترکیب بر بدن انسان و بازگشت متقابل فیدبک) را دارند. در یک شرکت داروسازی چارت و نمودار اعضای سازمان و مدیریت رده بالای آن از دیگر انواع شرکت ها اندکی پیچیده تر و متمایز است و معمولاً بیشتر است. اکثریت مردم که آشنایی چندانی با شرکت های دارویی ندارند گمان می کنند در چنین تشکیلاتی فقط افرادی که دکترای حرفه‌ای داروسازی دارند فعالیت می کنند. بلکه از مهندس شیمی تا فیزیکدان نظری استخدام هستند. هم اکنون غول داروسازی آمریکایی، شرکت بزرگ فایزر که در دوران توسعه رعدآسای صنعت در ایالات متحده مابین دهه های ۳۰ و ۴۰ میلادی، توسط چارلز فایزر و پسرعموی خود، برنارد ارهارت؛ رسماً در ایالت مریلند که قطب علمی پزشکی نه تنها در آمریکا بلکه جهان است، تاسیس شد. انجمن های علوم پزشکی و پیراپزشکی جهانی در ایالت ساحلی کوچک مریلند مستقر شده اند. مانند انجمن روان‌پزشکی آمریکا، انجمن روانشناسی آمریکا، انجمن قلب آمریکا، انجمن علوم اعصاب آمریکا وی و شریک کاری‌ اش چندین دهه هست که درگذشته‌اند. اما کورپوریشن چندملیتی فایزر که جزو ۱۰۰ شرکت ارزشمند جهان است همچنان پابرجاست. در پایین فهرستی از چندین شرکت فوق موفق داروسازی را ببینید:
- جانسون اند جانسون
- هوفمن لا روش
- الی لیلی
- سانوفی
- نوارتیس
- گلاکسواسمیت‌کلاین
- عبیدی
- آسترازنکا
- مرک اند کو
- آزمایشگاه ابوت
- بایر
- بریستول مایرز اسکوئیب

1. ↑  مجله‌دانستنیها
2. ↑  روزنامه آسیا،شماره۸۷۶
3. ↑  روزنامه سرنخ،شماره۳۱۴
4. ↑  ویکی پدیای انگلیسی
5. ↑  روزنامه اقتصادی آسیا،شماره۲۱۴
6. ↑  دانشنامه بریتانیکا
7. ↑  روزنامه سرنخ،شماره۸۴۰
8. ↑  مجله دانستنیها،شماره۶۷